# Dương Văn Minh
Dương Văn Minh (ur. 16 lutego 1916 w Mỹ Tho, zm. 6 sierpnia 2001 w Pasadenie) – południowowietnamski polityk. Doprowadził do obalenia prezydenta Ngô Đình Diệma. Sam na krótko sprawował tę funkcję w 1975 roku, musiał jednak skapitulować przed wojskami Wietnamu Północnego.
Urodził się we francuskiej kolonii Kochinchina w Wietnamie. Po studiach we Francji powrócił do Wietnamu i w 1955 rozpoczął służbę jako oficer proklamowanej właśnie Republiki Wietnamu (Wietnam Południowy). Dzięki sukcesom militarnym szybko zdobył dużą popularność wśród ludności. Prezydent wietnamski Ngô Đình Diệm, obawiając się rosnącej popularności Dươnga postanowił „awansować” go na stanowisko swojego doradcy – stanowisko to miało tylko tytularny charakter. W listopadzie 1963 roku Dương wraz z grupą wyższych wojskowych, przy wsparciu amerykańskiej Centralnej Agencji Wywiadowczej dokonał zamachu stanu, obalając prezydenta Ngô, który zginął w czasie tego przewrotu. Zamachowcy utworzyli Wojskową Radę Rewolucyjną, która przejęła władzę w kraju, jednak w styczniu 1964 roku została obalona, a Dương musiał ratować się ucieczką z kraju. Do Wietnamu powrócił cztery lata później i w 1971 roku zgłosił swoją kandydaturę w wyborach prezydenckich. Wycofał się jednak z kandydowania, zdawszy sobie sprawę, że nie ma szans na zwycięstwo. Na scenę polityczną powrócił 21 kwietnia 1975 roku, kiedy to po ustąpieniu prezydenta Nguyễn Văn Thiệu i krótkich rządach wiceprezydenta Trần Văn Hươnga, jemu właśnie powierzono ten urząd. Jego rządy trwały jednak tylko kilka dni, do czasu aż wojska północnowietnamskie wkroczyły do Sajgonu i zajęły pałac prezydencki. 29 kwietnia 1975 roku Dương został zmuszony do podpisania aktu bezwarunkowej kapitulacji, następnie trafił do północnowietnamskiej niewoli. W 1983 roku został zwolniony i wyemigrował do Francji. W 1988 wyemigrował do USA i mieszkał z córką w Pasadenie w Kalifornii. Na emigracji milczał, nie mówił o wydarzeniach w Wietnamie, nie pisał pamiętnika.
5 sierpnia 2001 r. Dương upadł w swoim domu i został przewieziony do szpitala w Pasadenie, gdzie zmarł następnej nocy w wieku 85 lat. Śmierci Dươnga w dużej mierze nie opłakiwali zagraniczni Wietnamczycy, którzy nadal byli na niego źli za nakazanie żołnierzom południowowietnamskim złożenia broni i którzy widzieli w nim osobę odpowiedzialną za upadek Wietnamu Południowego.